# Стрибки у воду на Чемпіонаті Європи з водних видів спорту 2021 — синхронний трамплін, 3 метри (жінки)
Змагання зі синхронних стрибків у воду з триметрового трампліна серед жінок на Чемпіонаті Європи з водних видів спорту 2021 відбулись 16 травня.

## Результат[1]
| Місце | Країна          | Спортсмени                       | Очки  | Очки  | Очки  | Очки  | Очки  | Очки    |
| Місце | Країна          | Спортсмени                       | С1    | С2    | С3    | С4    | С5    | Загалом |
| ----- | --------------- | -------------------------------- | ----- | ----- | ----- | ----- | ----- | ------- |
| 1     | Німеччина       | Лена Гентшель Тіна Пунцель       | 48,60 | 48,60 | 70,20 | 72,00 | 67,89 | 307,29  |
| 2     | Італія          | Елена Берточчі К'яра Пеллачані   | 49,80 | 44,40 | 72,00 | 74,40 | 66,60 | 307,20  |
| 3     | Росія           | Уляна Клюєва Віталія Корольова   | 48,60 | 49,80 | 69,30 | 54,90 | 68,40 | 291,00  |
| 4     | Велика Британія | Грейс Рід Кетрін Торренс         | 49,80 | 47,40 | 67,50 | 63,00 | 63,00 | 290,70  |
| 5     | Україна         | Вікторія Кесар Ганна Письменська | 48,60 | 46,20 | 65,70 | 58,59 | 62,10 | 281,19  |
| 6     | Угорщина        | Емма Вейз Петра Сандор           | 43,80 | 37,80 | 46,80 | 43,74 | 47,04 | 219,18  |